# 13122 Drava
13122 Drava  (mednarodno ime je tudi 13122 Drava) je asteroid v glavnem asteroidnem pasu. 

## Odkritje
Asteroid je 7. februarja 1994 odkril belgijski astronom Eric Walter Elst na Evropskem južnem observatoriju. 
Poimenovan je po reki Dravi.

## Značilnosti
Asteroid Drava obkroži Sonce v 3,56 letih. Njegova tirnica ima izsrednost 0,116, nagnjena pa je za 6,597° proti ekliptiki.